# Żmijewo-Zagroby
Żmijewo-Zagroby – wieś w Polsce położona w województwie mazowieckim, w powiecie ostrołęckim, w gminie Troszyn.
W skład sołectwa Żmijewek wchodzą wsie: Żmijewek Włościański, Żmijewek-Mans i Żmijewo-Zagroby.
W latach 1975–1998 miejscowość administracyjnie należała do województwa ostrołęckiego.
Wierni Kościoła rzymskokatolickiego należą do parafii św. Jana Chrzciciela w Piskach.